# Автомат (механизъм)
Вижте пояснителната страница за други значения на Автомат.
Автомат е машина, механизъм или уредба, способна да променя режима на функционирането си без човешка намеса. Всички основни и спомагателни движения, които се извършавт, се осъществяват като технологически процес или извършена работа по определена програма. Чрез смяна или усложняване на управляващата го програма автоматът може да стане многофункционален – тоест да изпълнява разнообразни действия без изменение на инструменталната си част. Конструктивно тази задача се решава с устройство за преобразуване на една форма на движение в друга.

## Етимология
— От (на гръцки: αύτόματοσ – който се движи от само себе си, самодвижещ се, през на руски: автомат или на немски: Automat.

## История
Първите автомати са построени на основата на ограничени вариации на механичното въздействие, които се променят по степен и по направление на предаване на движението. С развитието на електротехниката автоматите се сдобиват с блокове за управление. Съвременното развитие на автоматите е свързано с успехите на микроелектрониката и програмирането.

## Примери
Телефонен автомат. Кафе машина. Автомат за стоки. Автомат за пакетиране. Автомат за вестници.